# Halo-halo
Halu halo (dal Tagalog halò: mescolanza) è un dolce popolare delle Filippine che è una miscela di ghiaccio tritato e latte condensato a cui si aggiungono vari ingredienti come la nata de pina (gel di ananas), la nata de coco (gel di cocco),  il sago (tapioca sotto forma di perle gelatinose), il mungo (fagioli rossi dolci), il pinipig (tipo particolare di riso soffiato), l'ube o igname (tubero dolce di colore viola ) ed altri dolci. Il tutto servito in un bicchiere alto o una ciotola.